# サムソンの婚宴
『サムソンの婚宴』（サムソンのこんえん、独: Simson, an der Hochzeitstafel das Rätsel aufgebend、英: The Wedding Feast of Samson）は、17世紀オランダ黄金時代の巨匠レンブラント・ファン・レインが1638年にキャンバス上に油彩で制作した絵画である。主題は、旧約聖書の士師記に登場するサムソンで、レンブラントは2年前にも『ペリシテ人に目を潰されるサムソン』 (シュテーデル美術館) を、前年にも『舅を脅かすサムソン』 (ベルリン絵画館) を描くなど、他にもサムソンの主題をいく度か取り上げている。本作は、ドレスデンのポーランド王アウグスト2世 (ザクセン選帝侯フリードリヒ・アウグスト1世でもあった) のコレクションのために購入された。1722-1728年のコレクション目録に最初に記録され、現在は、アルテ・マイスター絵画館に所蔵されている。

## 主題
本作は、士師記に記述されているサムソンの物語を表している。サムソンはナジル人で、ヨシュアの死後のイスラエルの指導者の肩書だった「士師」(判事) の最後に位置する人物であった。オランダの歴史家たちは、「士師」を「総督」を初めとするオランダの役職の模範であり、これらに対応する存在であると見なしていた。
本作では、サムソンがペリシテ人を憎むようになった原因である出来事を詳しく描いている。サムソンは慣習に反して、ペリシテ人の妻を娶った。画面に描かれている婚宴の席上、サムソンは30人の客に謎をかけ、誰も解くことができない方に賭ける。客人たちが怒るのを恐れた新婦は、こっそり彼らに答えを教える。答えを言い当てられたサムソンは怒り狂って、別の30人を殺し、妻のもとを去る。やがて戻って、和平を試みるが、義父はサムソンの妻をすでに他の男に嫁がせてしまった後で、代わりに妹の提供を申し出る。激怒したサムソンは、「今度はわたしがペリシテ人に害を加えても、わたしには罪がない」という (「士師記」14-15)。

## 作品
本作の舞台は豪華な宴会で、『ベルシャザルの饗宴』 (ロンドン・ナショナル・ギャラリー) の空間をもう少し広げた感じである。若い恋人たちや興味津々の客人に囲まれた寡黙な新婦が構図の中心で、白と金色の衣装が光輝を放っている。サムソンは花嫁に背を向け、集まった若者たちに謎をかけ、緊迫した身振りで賭ける金について説明しているが、悟ったような目つきからすると新婦は不安を予知しているようである。
レンブラントは、宴会に興じている客たちと、謎解きに参加している者たちを2つのグループに分けている。構図の説得力に富んだ流れは、婚礼で浮かれ騒ぐ農民の版画からレオナルド・ダ・ヴィンチの『最後の晩餐』まで多種多様な源泉を接合した画家の手腕に負っている。レンブラントは以前、レオナルドの『最後の晩餐』に基づく版画を素描で模写したことがあった。その素描も本作も、『最後の晩餐』の構図に変更が加えられているが、婚宴の客たちの賑やかな会話は、『最後の晩餐』の使徒たちの白熱する議論を応用したものである。